# دیوید سینگر
ج. دیوید سینگر (به انگلیسی: J. David Singer) (زاده ۷ دسامبر، ۱۹۲۵، نیویورک - مرگ ۲ دسامبر، ۲۰۰۹، ان آربر، میشیگان) یک استاد آمریکایی علوم سیاسی بود. او مدرک لیسانس خود را از دانشگاه دوک و درجه دکترایش را از دانشگاه نیویورک دریافت کرد.

## کارها
سهم عمده او در پروژهٔ ارتباط جنگ بود که او در سال ۱۹۶۴ در دانشگاه میشیگان آغاز کرد؛ که یک پایگاه داده بزرگ از آمار مربوط به جنگ و علل آن است.